# Guillermo Ramírez Godoy
Guillermo Ramírez Godoy (Guadalajara, Jalisco, 12 de agosto de 1943) es un escritor, músico e investigador de las artes plásticas de Jalisco. 
Inclinado desde muy joven por el arte comenzó a tocar la guitarra popular a los 14 años, pero su aprendizaje formal lo realizó en la Escuela de Música de la Universidad de Guadalajara con el maestro Agustín Corona Luna. Más tarde, cursó un posgrado en el Estudio de Arte Guitarrístico de la Ciudad de México, con el maestro argentino Manuel López Ramos. 
Paralelamente, sin abandonar la guitarra clásica, se tituló en contaduría pública, y efectuó estudios de historia del arte especializándose, años después, en la investigación de la pintura jalisciense y el arte popular, de cuyos temas ha ofrecido conferencias y publicado libros, ensayos, prólogos en libros de arte y artículos en periódicos tapatíos.

## Actividades artísticas, culturales y de servicio social
Ha escrito doce libros, impartido conciertos y grabado cuatro discos de guitarra clásica. Fue fundador y presidente de la Sociedad Amigos de la Guitarra de Guadalajara (1970-1976). Presidió la Cámara Junior de Guadalajara (1971-1972). Igualmente encabezó la Asociación de Colonos de Colinas de San Javier (1984-1985). En la misma época fundó y presidió la Sociedad de Guitarra Clásica (1983-1986) y condujo de programa radiofónico Guitarra y Cultura en la Radiodifusora Cultural del Gobierno de Jalisco (1984-1986). Participó en la fundación de  San Javier Club Privado en 1979, institución deportiva que también presidió  (1988-1989). Años después, fue vicepresidente de cultura de la Cámara de Comercio de Guadalajara, (1995-1996), e intervino, en 1998, en la fundación de la Galería de Arte del Tren Ligero de Guadalajara, la cual coordinó hasta el año 2000. De igual forma, fue socio fundador y presidente de Promoción Cultural de Jalisco (2003-2007). Posteriormente, asumió la vicepresidencia del Seminario de Cultura Mexicana, Corresponsalía Guadalajara (2013-2018), entre diferentes cargos honoríficos ejercidos tanto en la Benemérita Sociedad de Geografía y Estadística del Estado de Jalisco (protesorero, tesorero y comisario), como en Colinas de San Javier (Tesorero, presidente, comisario y director editorial).

## Libros publicados
- Cuatro siglos de pintura jalisciense (Cámara Nacional de Comercio de Guadalajara. Primera edición 1996 y segunda 1997).
- Ramas de identidad. Historia y conceptos de la cultura y el arte popular (Universidad de Guadalajara, 2003).
- Cuarenta años de un sueño. Historia de Colinas de San Javier (2003).
- La guitarra clásica en Guadalajara (Benemérita Sociedad de Geografía y Estadística del Estado de Jalisco, 2004).
- La pintura jalisciense en el siglo XX (Benemérita Sociedad de Geografía y Estadística del Estado de Jalisco, 2005).
- Historia abreviada de la pintura del siglo XX en Guadalajara (Seminario de Cultura Mexicana y El Colegio de Jalisco, 2008).
- Diego de Cuentas. El pintor barroco de Guadalajara (Benemérita Sociedad de Geografía y Estadística del Estado de Jalisco y Promoción Cultural de Jalisco, 2010).
- Diálogos con los que pintan. Cuatro artistas jaliscienses (Seminario de Cultura Mexicana y Promoción Cultural de Jalisco, 2011).
- Luz y sombra. Alberto Gómez Barbosa. Fotógrafo. (GRG promotor y coordinador editorial). (Benemérita Sociedad de Geografía y Estadística del Estado de Jalisco, Seminario de Cultura Mexicana. Corresponsalía Guadalajara, y Promoción Cultural de Jalisco, 2011).
- Pinceladas verbales. Charlas con diez artistas de Jalisco (Seminario de Cultura Mexicana y Promoción Cultural de Jalisco, 2016).
- Biografía de una ilusión (Historia de San Javier Club Privado, 2019).
- Maestros del ingenio y el color. Pintores populares de Jalisco (Benemérita Sociedad de Geografía y Estadística del Estado de Jalisco, Seminario de Cultura Mexicana, Corresponsalía Guadalajara, y Promoción Cultural de Jalisco, 2020).

## Ensayos publicados
- El Dr. Atl. ¿Anarquista o innovador? (El Informador, 2000)
- El fenómeno social de la cultura folclórica (Universidad de Guadalajara, 2002)
- El nacionalismo de María Izquierdo (El Informador, 2003)
- Las artes plásticas en Guadalajara (El Informador, 2005)
- La aventura pictórica de Rubén Mora Gálvez (El Informador, 2005)
- La pintura popular en Jalisco: Inspiración y trascendencia (Revista Ahuehuete, SCM, 2005)
- Juan Soriano. La leyenda del creador rebelde (El Informador, 2006)
- Escenario de la pintura contemporánea en Guadalajara (El Informador, 2007)
- La pintura como arte. Reflexiones (El Informador, 2007)
- Ignacio Aguirre. Un pintor jalisciense de la Escuela Mexicana (El Informador, 2010)
- Ramiro Torreblanca. El filósofo de la plástica  (El Informador, 2012)

## Discografía guitarrística
- Romance (Sociedad de Guitarra Clásica. 2004)
- Travesía musical (Seminario de Cultura Mexicana y Procujal. 2013)
- Amigos de la guitarra (Seminario de Cultura Mexicana. 2015)
- Guitarra vibrante (Promoción Cultural de Jalisco. 2020)

## Distinciones
Por su labor como autor de libros y fundador de instituciones promotoras de la cultura jalisciense ha recibido diversos galardones, entre los que destacan los siguientes:
- 1987. Sociedad de Guitarra Clásica. Reconocimiento al mérito por haber fundado y presidido esta agrupación cultural.
- 1990. San Javier Club Privado. Galardón especial como socio fundador y presidente de esta institución deportiva (1988-1989).
- 1996. Cámara Nacional de Comercio de Guadalajara. Reconocimiento por su obra antológica dedicada a los pintores de Jalisco.
- 2000. Sistema del Tren Eléctrico Urbano de Guadalajara. Reconocimiento especial como fundador de su galería de arte en la Estación Juárez.
- 2007. El Colegio de Jalisco. Nombramiento como profesor e investigador especial honorífico de esta institución.
- 2018. Congreso del Estado de Jalisco. Reconocimiento  por sus aportaciones en favor del arte pictórico jalisciense y la difusión de la guitarra clásica en Guadalajara.
- 2019. La Benemérita Sociedad de Geografía y Estadística del Estado de Jalisco le otorgó la Medalla Severo Díaz Galindo por quince años de pertenencia a esta institución y, en 2024, la Medalla Hilarión Romero Gil por veinte años como Socio Activo.